# Bronisław Kawałek
Bronisław Konstanty Kawałek (ur. 24 września 1912 w Morawskiej Ostrawie, zm. 1990) – polski nauczyciel, polityk, poseł na Sejm PRL IV i V kadencji.

## Życiorys
Urodził się 24 września 1912 w Morawskiej Ostrawie jako syn Konstantego. Kształcił się w Sanoku, gdzie uczęszczał do szkoły, a następnie do miejscowego Państwowego Gimnazjum im. Królowej Zofii, gdzie zdał egzamin dojrzałości w 1930. 21 czerwca 1930 brał udział w spotkaniu założycielskim Placówki Młodych w Sanoku w ramach Obozu Wielkiej Polski. Po maturze podjął studia filologii germańskiej na Uniwersytecie Jagiellońskim. Od 1949 do 1973 był dyrektorem Liceum Ogólnokształcącego w Gorlicach (przed 1939 i ponownie 1981 szkoła imienia Marcina Kromera).
Został działaczem Polskiej Zjednoczonej Partii Robotniczej. Z ramienia tej partii w 1965 i 1969 uzyskiwał mandat posła na Sejm PRL w okręgu Krosno. Zasiadał w sejmowej Komisji Oświaty i Nauki.

## Odznaczenia
- Krzyż Kawalerski Orderu Odrodzenia Polski
- Złoty Krzyż Zasługi
- Srebrny Krzyż Zasługi (1953)[7]
- Medal 10-lecia Polski Ludowej (1954)[8]
- Odznaka 1000-lecia Państwa Polskiego (1966)[9]